# Drew Hester
Drew Hester, né en août 1969 à Chicago aux États-Unis, est un batteur américain connu pour jouer avec Common Sense depuis 1992, Joe Walsh depuis 1999, puis pour sa collaboration avec Foo Fighters depuis 2006, grâce à laquelle il a remporté deux Grammy Awards en 2008. Il a également joué pour Jewel, Lisa Marie Presley, Chicago, Earth, Wind and Fire et Sugar Ray.

## Biographie
Drew Hester est diplômé de la Dick Grove School of Music de Los Angeles. Il commence à jouer avec Joe Walsh en 1999, avant que leurs chemins ne se séparent l'année suivante quand ce dernier est appelé à tourner avec les Eagles. Hester rejoint, quant à lui, Sugar Ray pour jouer de la batterie, puis le groupe de Lisa Marie Presley en 2002.
En 2006, alors qu'il officie pour Jewel, son ami Taylor Hawkins lui propose de l'accompagner sur les six mois de la tournée acoustique de Foo Fighters. Celle-ci donne naissance à l'album live Skin and Bones. Il produit et mixe cette même année l'album éponyme du groupe Taylor Hawkins and the Coattail Riders, participant à la batterie ou au piano sur certaines chansons.
Hester participe ensuite à l'enregistrement de l'album studio Echoes, Silence, Patience and Grace, publié en 2007 et qui remporte le Grammy Awards du « Meilleur album rock », en plus de celui de la « Meilleure performance hard rock » pour The Pretender sur laquelle il est crédité en tant qu'ingénieur du son ; ainsi qu'au live enregistré lors de leurs concerts donnés à Wembley lors de la tournée de promotion.
Contacté fin 2008 par Tris Imboden (en), le batteur du groupe Chicago, pour le remplacer pendant qu'il fait une pause médicale, il passe derrière les fûts en janvier 2009, puis lors de la tournée estivale où ils sont accompagnés de Earth, Wind and Fire. Il joue ainsi au Madison Square Garden à guichets fermés. Au retour d'Imboden, il lui est proposé de rester pour s'occuper des percussions, restant dans le groupe jusqu'en 2012.
En 2010, il est nommé par le Drum Magazine dans les catégories « Percussionniste studio de l'année » et « Percussionniste pop/rock de l'année » aux côtés de Lenny Castro, de Luis Conte (en), d'Alex Acuña et d'Andy Farag (en) notamment. Il produit de nouveau le deuxième album de Taylor Hawkins and the Coattail Raiders, Red Light Fever, sorti en 2010, avant d'enregistrer à la fin de l'année Wasting Light dans le garage de Dave Grohl. Publié en 2011, le septième album studio de Foo Fighters remporte également le Grammy Awards du « Meilleur album rock ».
Hester figure de nouveau parmi les instrumentistes de Sonic Highways, le huitième album de Foo Fighters sorti en 2014.